# Pavillon Dufour

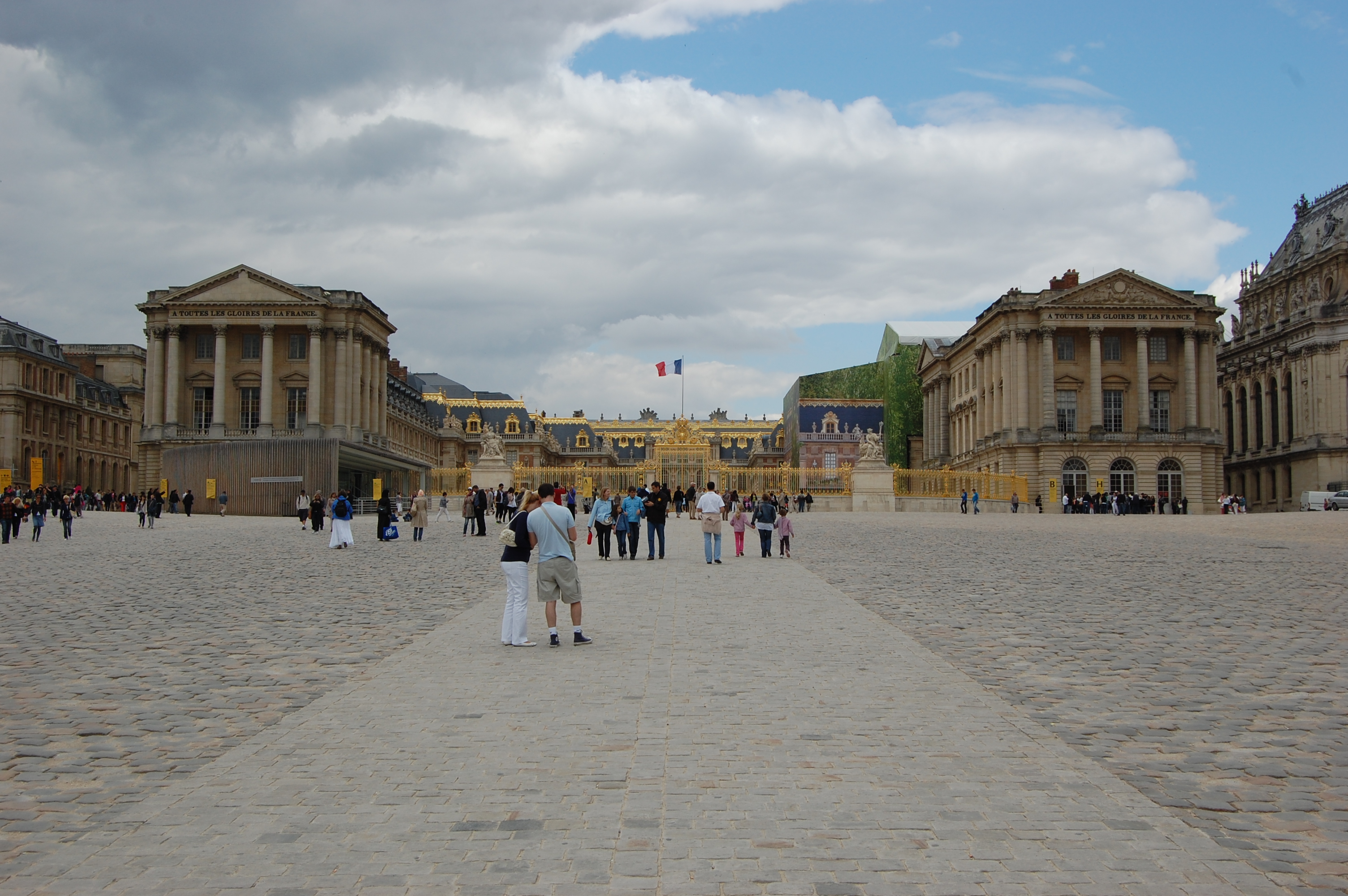
Vue de la façade du Château : la cour royale est encadrée par deux ajouts néoclassiques, avec à droite, l'aile Gabriel, et son symétrique jamais terminé, le pavillon Dufour, à gauche.

Le pavillon Dufour est une construction du XIXe siècle faisant partie du corps principal du château de Versailles, présente sur la cour d'honneur et servant actuellement à l'accueil des visiteurs. Il prolonge la « Vieille aile » datant du XVIIe siècle et constitue le symétrique du pavillon de l'aile Gabriel (XVIIIe siècle).

## Historique
Napoléon Ier avait pour projet de construire une façade en pierre blanche côté ville. Il ordonne donc une étude par Alexandre Dufour. Ce dernier se verra confier par Louis XVIII le soin de construire ce pavillon suivant les projets esquissés par l'Empereur. Le pavillon est construit en 1818 - 1820 à la place du pavillon d'une aile datant de l’extension de 1668. L'architecture reprend celle de l'aile Gabriel, construite sous Louis XV par Ange-Jacques Gabriel. Le pavillon Dufour ne sera cependant jamais terminé sur sa partie arrière, bien que cela ait été esquissé : l'aile XVIIe siècle est conservée à la suite de sa restauration en 1814 et est toujours présente.

## Situation et utilisation
Situé entre la cour royale et la cour des Princes, donnant sur la cour d'honneur, le pavillon Dufour est situé à gauche de la grille d’honneur pour une personne arrivant au château.
Le pavillon Dufour abrite jusqu'en 2010 des bureaux, dont ceux de la direction, la communication et de la conservation. Sur sa face avant, au rez-de-chaussée, est alors accolée une structure provisoire en bois et verre, construite par Vinci dans le cadre d'un mécénat d'entreprise, et destinée à assurer l'entrée et le contrôle des visiteurs du château.
Dans le cadre du « projet du Grand Versailles », le pavillon dans son entier est destiné, après réaménagement par Dominique Perrault, à ne servir qu’à l'accueil du public. Les services encore présents sont déménagés au grand commun. Les travaux durent de fin 2010 jusqu'au printemps 2016, au lieu de novembre 2015, avec un budget de 15,3 millions d'euros. Ils amènent à la création d'espace d'accueil au rez-de-chaussée et au sous-sol, du restaurant « Ore » d'Alain Ducasse de 600 m2 au premier étage et d'une salle de conférences de 220 places sous les combles de l’aile XVIIe siècle. L'ensemble permettra le transit de 8 millions de visiteurs par an. La nouvelle structure a ouvert au public le 23 février 2016 pour les niveaux inférieurs et les étages ont été inaugurés le 17 juin en présence du président de la République François Hollande et de la ministre de la Culture Audrey Azoulay, accompagnés de la présidente du château, Catherine Pégard.

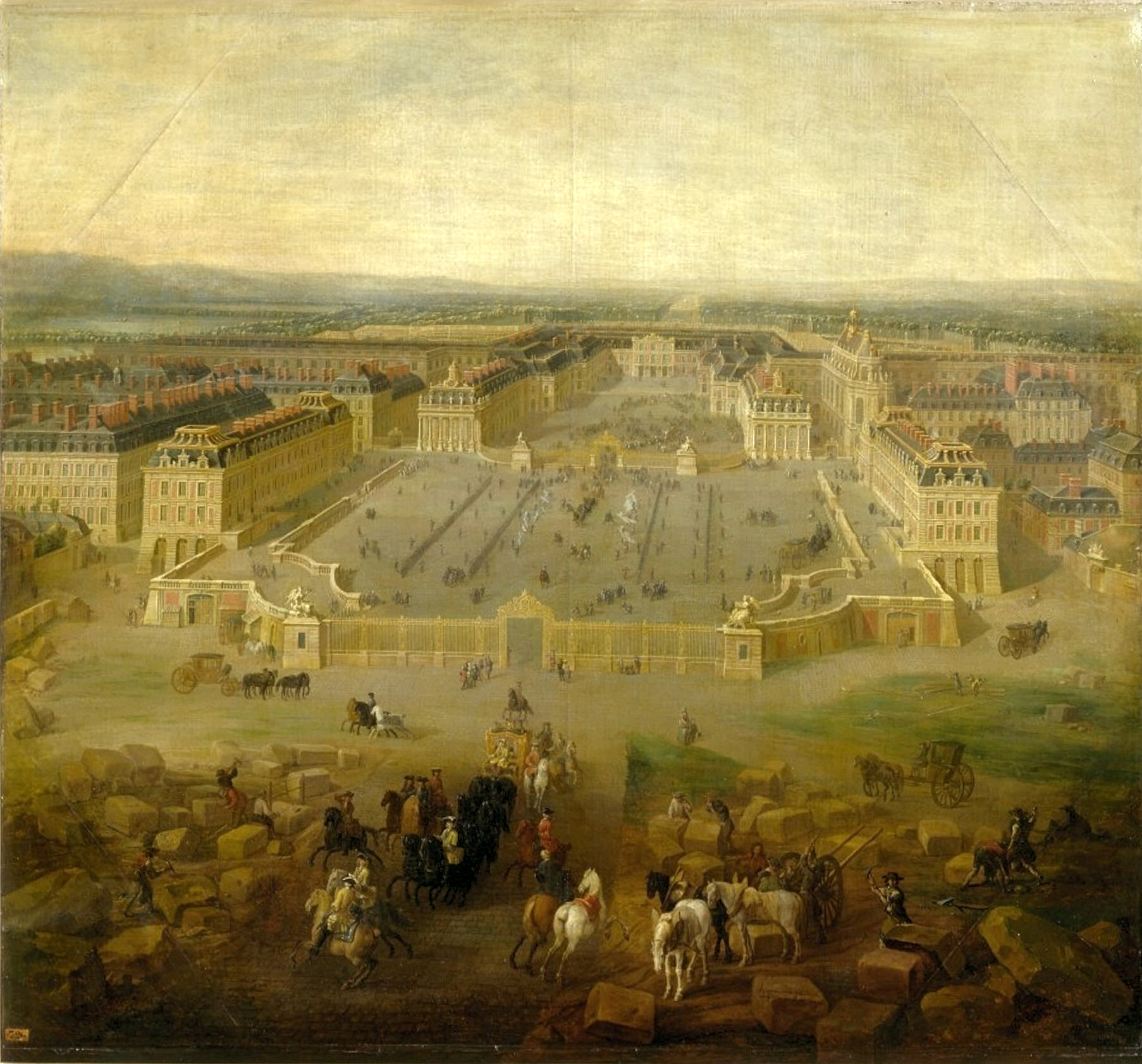
Vue des trois cours (d'honneur, royale et de marbre), vers 1722, avant les travaux de Gabriel sur l'aile droite de la cour royale.
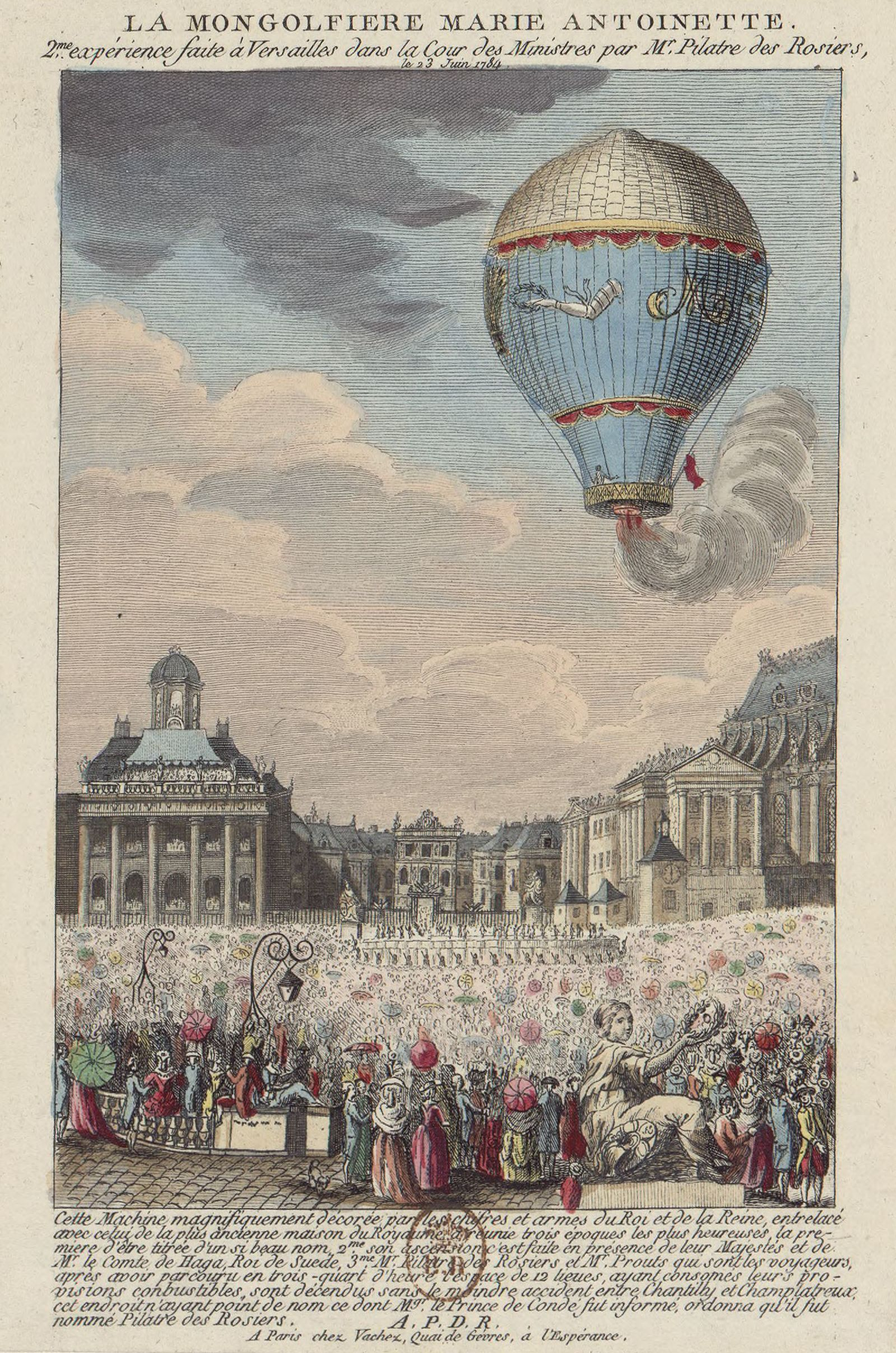
Essai de montgolfière en 1784. L'aile XVIIe siècle, à gauche de la cour royale, reste asymétrique de l'aile Gabriel jusqu'en 1818.
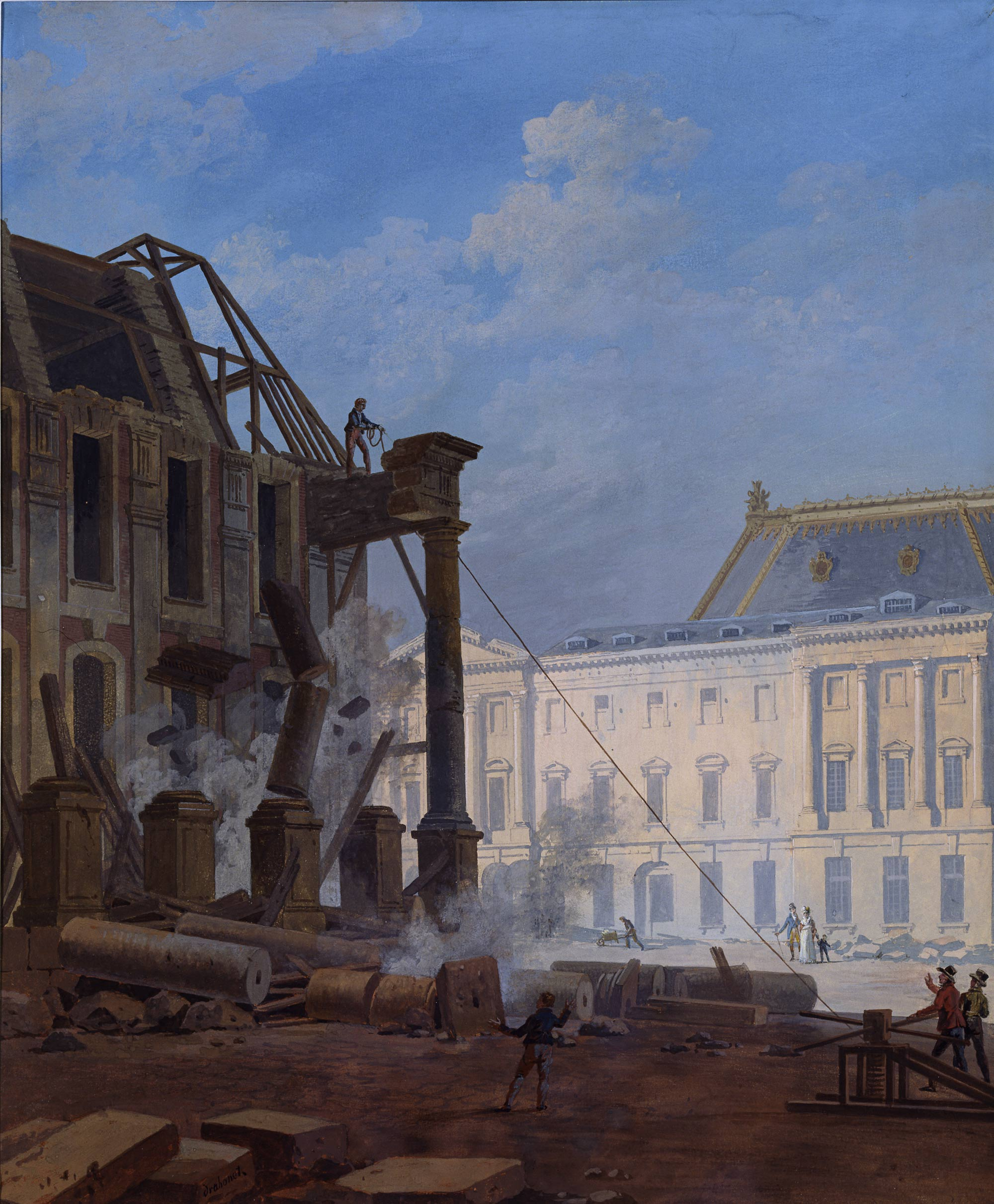
Démolition du pavillon de la « Vieille aile » en 1814, sous la Restauration, pour construire le pavillon Dufour.
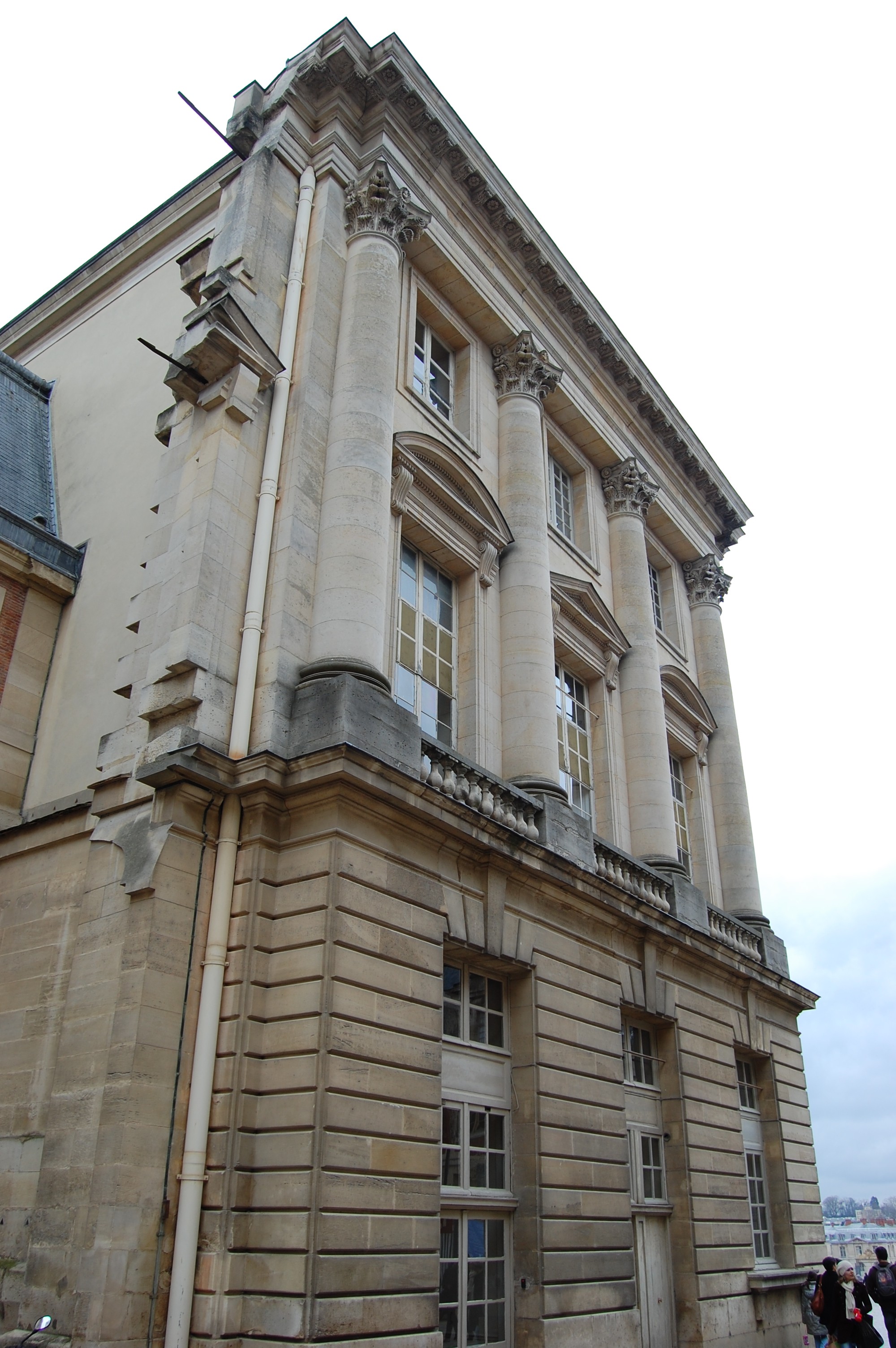
L’arrière du pavillon présente le départ de l'aile inachevée.
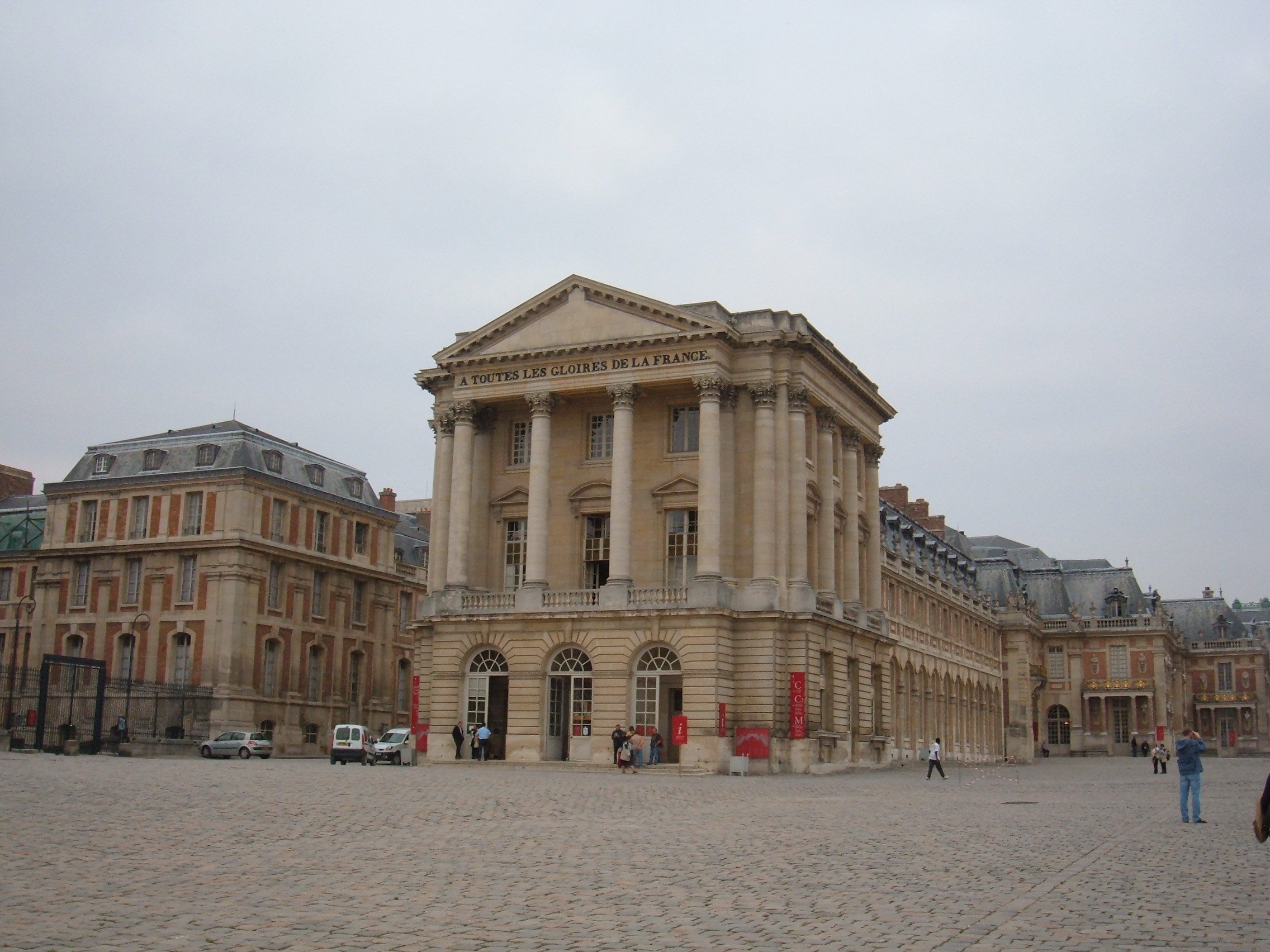
Le pavillon Dufour en 2005, avant la (re-)mise en place de la « grille royale » et de la structure d'accueil provisoire.